# Роберт Ньюбері
Роберт Ньюбері (англ. Robert Newbery, 2 січня 1979) — австралійський стрибун у воду.
Призер Олімпійських Ігор 2000, 2004 років, учасник 2008 року.
Чемпіон світу з водних видів спорту 2003 року.
Призер Ігор Співдружності 1998, 2002 років.